# 河口湖インターチェンジ

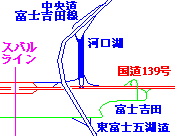
河口湖、富士吉田IC周辺の図

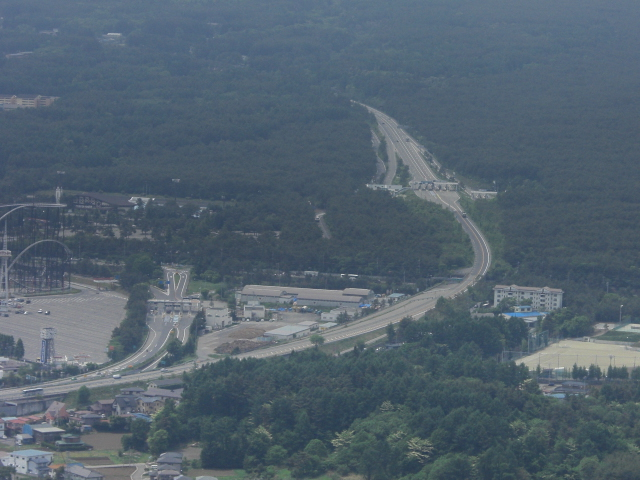
中央自動車道河口湖インターチェンジ（左手前）と東富士五湖道路富士吉田インターチェンジ（右奥）の位置関係

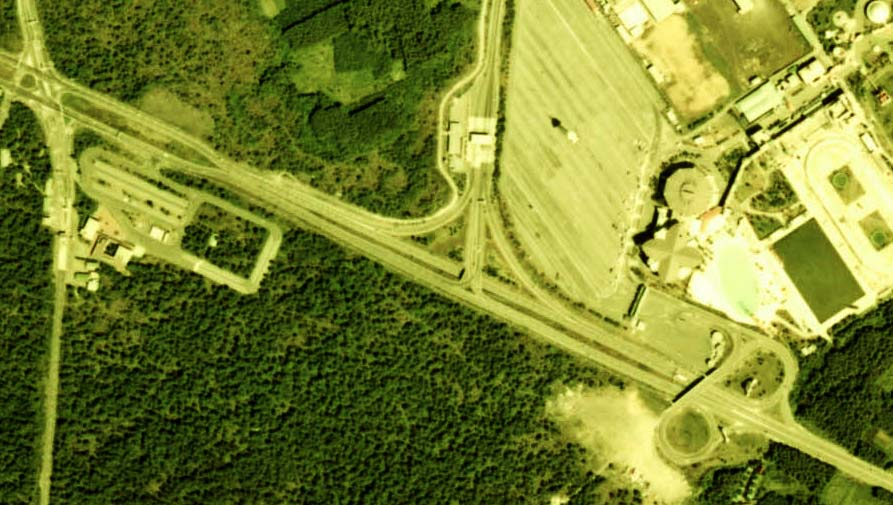
1975年（昭和50年）度撮影の航空写真。当時富士吉田方面は未開通。

河口湖インターチェンジ（かわぐちこインターチェンジ）は、山梨県南都留郡富士河口湖町船津にある中央自動車道富士吉田線のインターチェンジ (IC) である。
大月ジャンクション方面のみの出入口しかないハーフICであるが、実質的には隣接する東富士五湖道路の富士吉田ICとセットで一体のフルICを構成する。

## 道路
- E68 中央自動車道富士吉田線 (2番)

## 接続する路線
- 国道139号
- 富士スバルライン

## 周辺
当ICは、富士山、朝霧高原、富士五湖、富士急ハイランドなどにアクセスする車が利用し、行楽シーズンは渋滞が激しい場所である。
- 富士急ハイランド駅・河口湖駅
- 富士吉田市役所
- 富士河口湖町役場
- 富士吉田警察署

## その他
当IC出口の料金所手前には、開通当初に設置された「中央高速 終点 THE TERMINAL」と記された案内標識が現在もそのまま設置されている。これは当IC開通当時、中央自動車道の名称が「中央高速道路」であり、当時は大月JCT - 小牧JCTおよび富士吉田ICが未開通であったため、当ICが中央高速の終点であったことによる。1972年（昭和47年）までしか使用されなかった「中央高速」の名称が表記されている、今ではほとんど残存していない標識である（名称変更の経緯は「中央自動車道#概要」を参照）。

## 隣
E68 中央自動車道富士吉田線
(1) 都留IC - 谷村PA - (1-1) 富士吉田西桂SIC - (2) 河口湖IC - (3) 富士吉田IC